# Canton de Cenon
Le canton de Cenon est une circonscription électorale française du département de la Gironde, en région Nouvelle-Aquitaine, située dans l'arrondissement de Bordeaux. Créée en 1973, son périmètre est modifié à la suite du redécoupage cantonal de 2014. Elle tient lieu de circonscription d'élection des conseillers départementaux et sa modification entre en vigueur lors des élections départementales de 2015.

## Histoire
Le canton de Cenon a été créé en 1973.
Un nouveau découpage territorial de la Gironde (département) entre en vigueur à l'occasion des premières élections départementales suivant le décret du 20 février 2014. Les conseillers départementaux sont, à compter de ces élections, élus au scrutin majoritaire binominal mixte. Les électeurs de chaque canton élisent au Conseil départemental, nouvelle appellation du Conseil général, deux membres de sexe différent, qui se présentent en binôme de candidats. Les conseillers départementaux sont élus pour 6 ans au scrutin binominal majoritaire à deux tours, l'accès au second tour nécessitant 12,5 % des inscrits au 1er tour. En outre la totalité des conseillers départementaux est renouvelée. Ce nouveau mode de scrutin nécessite un redécoupage des cantons dont le nombre est divisé par deux avec arrondi à l'unité impaire supérieure si ce nombre n'est pas entier impair, assorti de conditions de seuils minimaux. Dans la Gironde, le nombre de cantons passe ainsi de 63 à 33. Le nombre de communes du canton de Cenon passe de 5 à 3.
Le nouveau canton de Cenon est formé de communes de l'ancien canton de Floirac (les 2 communes de Floirac et Bouliac) et du canton de Cenon modifié (1 commune : Cenon, celles d'Artigues-près-Bordeaux, Montussan et Yvrac étant transférées dans le canton de Lormont modifié et celle de Beychac-et-Caillau dans le nouveau canton de la Presqu'île). Il est entièrement inclus dans l'arrondissement de Bordeaux. Le bureau centralisateur est situé à Cenon.

## Géographie
Ce canton situé dans la région naturelle de l'Entre-deux-Mers sur la rive droite de la Garonne est organisé autour de Cenon. Ses trois communes appartiennent à la métropole de Bordeaux. Son altitude varie de 3 m (Cenon et Floirac) à 84 m (Bouliac).

## Représentation

### Représentation de 1973 à 2015
| Période | Période | Identité         | Étiquette | Qualité |
| ------- | ------- | ---------------- | --------- | --- |
| 1973    | 1992    | René Bonnac      | PS        | Directeur commercial Maire de Cenon de 1968 à 1995                                                              |
| 1992    | 1998    | Pierre Garmendia | PS        | Cadre administratif Député de 1980 à 1997 Maire adjoint de Cenon de 1969 à 1989 Maire de Floirac de 1995 à 2001 |
| 1998    | 2015    | Alain David      | PS        | Ingénieur Maire de Cenon (1995-2017)                                                                            |

### Représentation depuis 2015
| Période élective | Période élective | Mandat       | Mandat                   | Identité                           | Nuance | Nuance | Qualité |
| ---------------- | ---------------- | ------------ | ------------------------ | ---------------------------------- | ------ | ------ | --- |
| 2015             | 2021             | 2015         | juillet 2017 (démission) | Alain David                        |        | PS     | Ingénieur Maire de Cenon (1995-2017) Député depuis 2017                                                      |
| 2015             | 2021             | juillet 2017 | 2021                     | Jean-Jacques Puyobrau (Remplaçant) |        | PS     | Maire de Floirac (depuis 2013)                                                                               |
| 2015             | 2021             | 2015         | 2021                     | Nathalie Lacuey                    |        | PS     | Fonctionnaire, adjointe au maire de Floirac                                                                  |
| 2021             | 2028             | 2021         | en cours                 | Nathalie Lacuey                    |        | PS     | Fonctionnaire, adjointe au maire de Floirac                                                                  |
| 2021             | 2028             | 2021         | en cours                 | Jean-François Égron                |        | PS     | Ingénieur territorial Maire de Cenon 8ème Vice-Président (handicap, inclusion, habitat et mobilités adaptés) |

À l'issue du premier tour des élections départementales de 2015, deux binômes sont en ballotage : Alain David et Nathalie Lacuey (PS, 43,45 %) et Serge Hadon et Soizic Lion (FN, 23,08 %). Le taux de participation est de 41,93 % (11 232 votants sur 26 785 inscrits) contre 50,55 % au niveau départemental et 50,17 % au niveau national.
Au second tour, Alain David et Nathalie Lacuey (PS) sont élus avec 68,14 % des suffrages exprimés et un taux de participation de 42,50 % (7 005 voix pour 11 384 votants et 26 785 inscrits).

## Composition

### Composition de 1973 à 2015

Situation du canton de Cenon dans l'arrondissement de Bordeaux en 2014.

Le canton de Cenon regroupait cinq communes.
| Nom                    | Code Insee | Codepostal | Superficie (km2) | Population (dernière pop. légale) | Densité (hab./km2) |
| ---------------------- | ---------- | ---------- | ---------------- | --------------------------------- | ------------------ |
| Cenon (chef-lieu)      | 33119      | 33150      | 5,52             | 22 385 (2012)                     | 4 055              |
| Artigues-près-Bordeaux | 33013      | 33370      | 7,28             | 7 582 (2012)                      | 1 041              |
| Beychac-et-Caillau     | 33049      | 33750      | 15,62            | 2 008 (2012)                      | 129                |
| Montussan              | 33293      | 33450      | 8,30             | 3 002 (2012)                      | 362                |
| Yvrac                  | 33554      | 33370      | 8,48             | 2 817 (2012)                      | 332                |

### Composition depuis 2015
Le nouveau canton de Cenon comprend trois communes entières.
| Nom                           | Code Insee | Intercommunalité   | Superficie (km2) | Population (dernière pop. légale) | Densité (hab./km2) | Modifier                                    |
| ----------------------------- | ---------- | ------------------ | ---------------- | --------------------------------- | ------------------ | ------------------------------------------- |
| Cenon (bureau centralisateur) | 33119      | Bordeaux Métropole | 5,52             | 26 784 (2022)                     | 4 852              | modifier les données · modifier les données |
| Bouliac                       | 33065      | Bordeaux Métropole | 7,48             | 3 806 (2022)                      | 509                | modifier les données · modifier les données |
| Floirac                       | 33167      | Bordeaux Métropole | 8,67             | 17 939 (2022)                     | 2 069              | modifier les données · modifier les données |
| Canton de Cenon               | 3309       |                    | 21,67            | 48 529 (2022)                     | 2 239              | modifier les données                        |

## Démographie

### Démographie avant 2015
| 1975   | 1982   | 1990   | 1999   | 2006   | 2011   | 2012   |
| ------ | ------ | ------ | ------ | ------ | ------ | ------ |
| 30 128 | 31 640 | 32 592 | 33 422 | 36 288 | 37 009 | 37 794 |

### Démographie depuis 2015
En 2022, le canton comptait 48 529 habitants, en évolution de +7,6 % par rapport à 2016 (Gironde : +6,91 %, France hors Mayotte : +2,11 %).
| 2013   | 2018   | 2022   |
| ------ | ------ | ------ |
| 42 641 | 46 836 | 48 529 |